# Ligue mondiale de volley-ball 1990
Navigation
Édition suivante
La 1re édition de la Ligue mondiale de volley-ball s'est déroulée du 27 avril au 15 juillet 1990 et a été remportée par l'équipe d'Italie de volley-ball. La phase finale s'est déroulée du 14 au 15 juillet 1990 à Osaka (Japon).

## Tour intercontinental

### Poule A
| Poule A    | Pts | Joués | Gagnés | Perdus | SP | SC |
| Italie     | 21  | 12    | 9      | 3      | 31 | 19 |
| Brésil     | 21  | 12    | 9      | 3      | 29 | 20 |
| France     | 17  | 12    | 5      | 7      | 24 | 26 |
| États-Unis | 13  | 12    | 1      | 11     | 15 | 34 |

### Poule B
| Poule B  | Pts | Joués | Gagnés | Perdus | SP | SC |
| Pays-Bas | 23  | 12    | 11     | 1      | 34 | 4  |
| URSS     | 20  | 12    | 8      | 4      | 26 | 15 |
| Japon    | 17  | 12    | 5      | 7      | 16 | 23 |
| Chine    | 12  | 12    | 0      | 12     | 2  | 36 |

## Final Four (OsakaJapon)

### Demi-finales
- Italie 3-2  URSS (15-12 16-17 15-11 14-16 15-9)
- Pays-Bas 3-0  Brésil (15-7 15-7 15-10)

### Finales
- Finale 3-4 :  Brésil 3-1  URSS (14-16 15-7 15-10 15-9)
- Finale 1-2 :  Italie 3-0  Pays-Bas (15-7 16-14 16-14)

## Classement final
| Place              | Équipe     |
| ------------------ | ---------- |
| Médaille d'or      | Italie     |
| Médaille d'argent  | Pays-Bas   |
| Médaille de bronze | Brésil     |
| 4                  | URSS       |
| 5                  | France     |
| 6                  | Japon      |
| 7                  | États-Unis |
| 7                  | Chine      |

## Distinctions individuelles
- MVP : Andrea Zorzi  Italie
- Meilleur attaquant : Ron Zwerver  Pays-Bas
- Meilleur passeur : Paolo Tofoli  Italie
- Meilleur central : Andrea Gardini  Italie
- Meilleur esprit : Paolo Tofoli  Italie